# گروه دانفنگ موتور
گروه دانفنگ موتور (انگلیسی: Dongfeng Motor Group) شرکت خودروسازی چینی است، که در سال ۲۰۰۱ تأسیس شد.